# اچ‌دی ۷۰۵۷۳
اچ‌دی ۷۰۵۷۳ یک ستاره است که در صورت فلکی مار باریک قرار دارد.